# Carlo Forlanini

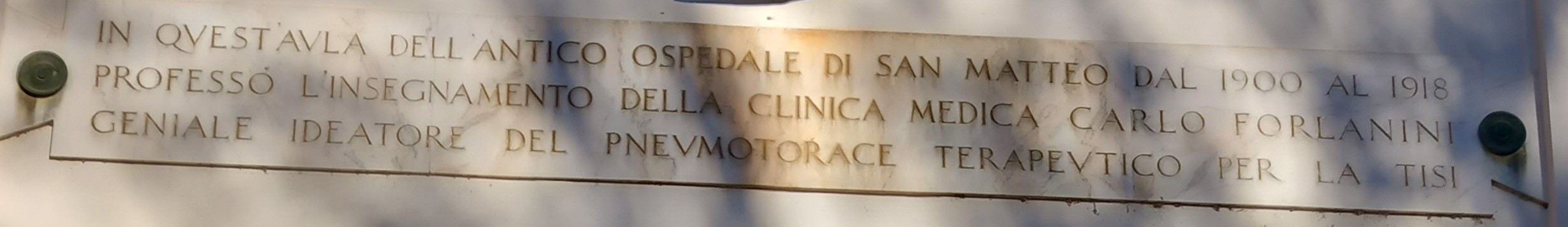
Targa commemorativa all'università di Pavia

(Léon Bernard)
Carlo Forlanini (Milano, 11 giugno 1847 – Nervi, 26 maggio 1918) è stato un medico e inventore italiano.

## Biografia
Figlio di Francesco Forlanini, medico milanese allora primario all'Ospedale Fatebenefratelli, e di Marianna Rossi (deceduta di tubercolosi nel 1858),  era fratello maggiore di Enrico Forlanini, pioniere dell'aviazione, noto per essere l'inventore dell'aliscafo e per le sue intuizioni sull'elicottero (ideò il primo elicottero azionato da un motore a vapore) e sul dirigibile, e fratellastro di Giuseppe Forlanini, figlio di secondo letto del padre, anch'egli primario ma dell'Ospedale Maggiore. Carlo si distinse al liceo classico Cesare Beccaria (Milano) negli studi fisico-matematici e vinse un premio per lo svolgimento di un tema sui palloni aerostatici.
Ultimato il liceo, si iscrisse alla facoltà di medicina dell'Università di Pavia (nell'Almo Collegio Borromeo è presente una lapide commemorativa in suo onore) e, dopo la campagna garibaldina, si laureò nel 1870 con la tesi "Teoria della piogenesi-fachite". La Ca' Granda lo attirava e il 23 agosto 1870 presentò domanda all'Ospedale Maggiore di Milano che fu accolta e lì iniziò la sua pratica ospedaliera occupandosi di chirurgia nella sala di San Paolo sotto la guida del Dott. Monti, continuando le ricerche nel campo dell'oculistica. Rimase per due anni all'ambulanza oculistica di Santa Corona. Nel gennaio 1876 fu nominato primario del Comparto delle malattie cutanee dove rimase sei anni, continuando gli studi che più lo attiravano: quelli sulla tubercolosi polmonare, malattia che nell'infanzia gli aveva portato via la madre.
Nel 1884 la Facoltà Medica dell'Università di Torino lo propose per la cattedra di Propedeutica e Patologia Speciale Medica che Forlanini accettò con entusiasmo. A Torino numerosi erano gli studenti che frequentavano le sue lezioni di semeiotica e di clinica: le più ascoltate furono quelle che riguardavano i metodi clinici per la diagnosi delle pleuriti e della tisi polmonare. La pneumoterapia (terapia con apparecchi pneumatici per praticare il bagno d'aria compressa) era usata con successo nell'asma, nell'enfisema, nelle bronchiti, nelle laringiti e anche nella tisi al primo e secondo stadio. Inventò nuovi apparecchi pneumatici trasportabili per renderli più facilmente applicabili e, per rendere più precisa la semeiotica della patologia polmonare, modificò il plessimetro di Seitz: il miglior plessimetro era in avorio, di cinque centimetri di diametro e due millimetri di spessore, da percuotere con le dita per ottenere un suono che rifletteva la natura della zona sottostante.
Ritornò nel 1899 all'Università di Pavia, titolare della cattedra di Patologia Speciale Medica e dal 3 febbraio 1900 di quella di Clinica Medica Generale, al posto del Prof. Orsi, in un Ateneo che vantava una tradizione gloriosa, dove Bizzozero aveva compiuto geniali scoperte sulla fisiologia del sangue, dove Golgi aveva svelato il segreto della fine struttura del sistema nervoso, dove Mantegazza aveva segnalato l'importanza delle ghiandole a secrezione interna, dove Bassini aveva creato il metodo di cura dell'ernia inguinale.
La sua opera di insegnante, che era tanto ammirata, fu negli ultimi anni limitata dalle condizioni di salute. Per l'incrollabile fede nell'efficacia di una cura che, esclusivamente per merito del suo studio, entrò nella pratica quotidiana, gli è dovuto l'appellativo di "inventore dello pneumotorace", che gli è riconosciuto dagli studiosi di tutto il mondo.
Senatore dal 1913, fu anche membro del consiglio superiore dell'istruzione, dedicandosi anche a ricerche sull'uremia, sull'ipertensione arteriosa essenziale e su diverse patologie polmonari. Al suo nome è intitolato l'Ospedale Carlo Forlanini, sanatorio di Roma, sede della Clinica universitaria della tubercolosi e delle affezioni respiratorie.
I risultati di questi lavori portarono Forlanini a ricevere più volte la candidatura al Premio Nobel per la Medicina, almeno una ventina, tra il 1912 e il 1919.
Forlanini morì nel 1918 e venne sepolto in una tomba singola al cimitero monumentale di Milano. Successivamente venne traslato nel Famedio cittadino, nello stesso cimitero.

## Lo pneumotorace artificiale
Nel 1877 fondò l'Istituto medico pneumatico, dove iniziò gli studi sulla cura della TBC polmonare, arrivando nel 1882 ad ideare lo pneumotorace artificiale. Applicò la tecnica con pieno successo nel 1888, ma essa solo nel 1912 ebbe piena accettazione dalla comunità medica.

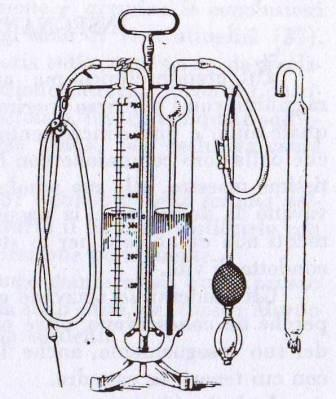
Apparecchio di Forlanini Modificato (1897)

Appassionato di apparecchi pneumatici e stimolato dal fratello Enrico, collaborò con lui discutendo su problemi di idraulica, aerodinamica e fisica, cercando di trarre il massimo beneficio dall'associazione tra scienza medica e meccanica. Il problema di poter applicare l'aria compressa nella cura della tisi lo entusiasmava e i disegni degli apparecchi di aeroterapia, di spirometria e per la cura della tisi erano tutti di mano sua e fatti con tale cura da poter servire al costruttore. Fa brevettare due modelli di aeroterapia per la cura della pleurite con inspirazioni di aria compressa per far dilatare il polmone e per la cura dell'enfisema con espirazioni in aria rarefatta. Disegna apparecchi per le inalazioni medicamentose di cui intuisce l'avvenire. I suoi lavori sull'enfisema polmonare e quelli sulla cura dei versamenti pleurici sono pietre miliari nella storia della medicina. La toracentesi con introduzione di aria filtrata (estrazione di quanto più liquido è possibile e introduzione di aria al posto del liquido estratto) è uno dei lavori fondamentali della medicina pratica. Si deve alla sua scuola l'invenzione dello sfigmomanometro di Scipione Riva Rocci, ancora oggi usato in tutto il mondo, che permise la misurazione della pressione arteriosa con un metodo incruento.
Forlanini ebbe il merito di accorgersi che lo pneumotorace spontaneo che fortuitamente si aveva in ammalati di tubercolosi cavitaria (la tisi polmonare), imprimeva alla malattia un andamento più favorevole. Secondo le sue idee la malattia era dovuta alla particolare funzione del polmone, cioè al respiro che in ogni istante fa variare la tensione del parenchima polmonare attraverso la variazione della quantità e pressione del suo contenuto (aria polmonare). Il polmone diventa tisico perché si muove e la tensione statica e dinamica impedisce la riparazione delle lesioni polmonari: l'immobilizzazione assoluta arresta il processo distruttivo favorendo la cicatrizzazione delle lesioni cavitarie.
Per guarire un polmone dalla tisi è necessario pertanto sopprimere la sua funzione, cioè collassarlo per eliminare il costante trauma respiratorio. Il metodo si basa sulla tecnica della collassoterapia, elaborata dallo stesso Forlanini, e consiste nell'introdurre gas inerte nella cavità pleurica corrispondente al polmone leso, in modo che esso venga posto in stato di riposo funzionale, così da favorirne la cicatrizzazione.

### Tecnica del pneumotorace artificiale
Il metodo di cura del Forlanini è detto pneumotorace artificiale che in medicina significa presenza d'aria nel sacco pleurico. L'apparecchio di Forlanini era costituito da un manometro ad acqua in comunicazione con un rubinetto a tre vie: da una parte c'è un tubo di gomma portante l'ago d'introduzione, dall'altra un cilindro graduato di vetro contenente il gas sotto pressione in comunicazione con un altro contenitore di vetro. Il gas usato era l'aria atmosferica filtrata dal pulviscolo. L'ossigeno si evitava perché veniva assorbito troppo velocemente e l'azoto perché poteva provocare embolie.
L'immobilizzazione del polmone veniva ottenuta introducendo nelle pareti toraciche a ridosso del polmone stesso, e cioè nel sacco pleurico una tal quantità d'aria la cui pressione doveva vincere quella espansiva dell'aria inspirata dal polmone: questo verrà in tal modo a trovarsi come sotto una campana d'aria in pressione, che gli impedirà di espandersi durante l'inspirazione e quindi di muoversi. L'introduzione dell'aria era effettuata con un ago che veniva inserito sulla linea ascellare media del torace, all'altezza del IV-VII spazio intercostale, fino a raggiungere la cavità pleurica, dove si registrava una pressione negativa. A quel punto si iniettava il gas fino a raggiungere una pressione intorno allo zero: il polmone collabiva e rimaneva così, con successivi rifornimenti di gas, per un periodo prolungato di almeno due, tre anni. Si procedeva quindi alla sua riespansione quando si era completamente cicatrizzato.
Al Congresso Internazionale di Roma del 1894 venne data dimostrazione pratica dell'utilità dello pneumotorace e al VI Congresso Nazionale della Medicina a Roma nel 1895 Forlanini espose i primi risultati ottenuti con il nuovo metodo di cura che fu accolto però con incomprensione dai contemporanei che consideravano probabilmente un'eresia l'aver studiato il problema della cura della tisi senza tentare qualcosa contro l'agente eziologico della malattia: il bacillo di Koch.
Nonostante lo scetticismo sul suo metodo Forlanini continuò i suoi esperimenti. Se fino al 1894 erano svolti su malati nei quali l'estensione, la gravità e la bilateralità delle lesioni toglievano ogni ragionevole speranza di salvezza, dopo il 1895 la sua attività si rivolse ai malati con monolateralità delle lesioni e buone condizioni generali e così aumentò il numero dei successi.
Nel 1907 si decise a rompere il silenzio che durava ormai da 13 anni e nel giugno si svolsero due conferenze all'Associazione Sanitaria Milanese, una teorica e la seconda nella quale furono presentati i casi di guarigione e il numeroso uditorio lo seguì con interesse e i giornali milanesi si fecero portavoce del successo ottenuto.
Il pneumotorace artificiale fu riconosciuto ufficialmente dai tisiologi di tutto il mondo al Congresso Internazionale della tubercolosi tenutosi a Roma nel 1912. La applicazione fu universalmente promossa attraverso la fondazione dell'Associazione internazionale dello pneumotorace, avvenuta a Londra nel 1913.
Studi più recenti tuttavia hanno sollevato forti dubbi sia sulla sicurezza, sia sulla efficacia della terapia, comunque oggi abbandonata.

## Principali lavori pubblicati
- 1875 Brevissimi cenni di aeroterapia e sullo Stabilimento Medico-pneumatica di Milano. Gazzetta Medica Italiana Lombardia. Serie VII: 6
- 1882 A contribuzione della terapia chirurgica nella tisi del polmone. Ablazione del polmone? Pneumotorace artificiale? Gazzetta degli Ospedali e delle Cliniche di Milano
- 1894 Primi tentativi di pneumotorace artificiale della tisi pulmonare. Gazzetta Medica di Torino. 45:381-4, 401-3
- 1894 Su un caso di stenosi dell'arteria polmonare con persistenza del dotto di Botallo e di tisi polmonare
- 1895 Primo caso di tisi pulmonare monolaterale avanzata curato felicemente col pneumotorace artificiale. Gazzetta Medica di Torino 46:857
- 1897 Contributo allo studio del polso venoso presistolico
- 1897 Contributo alla terapia dell'empiema
- 1906 Zur Behandlung der Lungenschwindsucht durch künstlich erzeugten Pneumothorax.  Deutsche Medizinishe Wochenschrift 32:1401-5
- 1908 Apparati e tecnica operativa dello pneumotorace artificiale
- 1909 Cenni storici e critici sul pneumotorace artificiale nella tisi pulmonare. In: Cappelli, ed. Scritti di Forlanini. Bologna, 1928:1013
- 1912 Il pneumotorace artificiale nella cura della tisi pulmonare. Atti de VII Congresso Internazionale Contra la Tubercolosi. Vol 3 Rome, 182.